# Julio Porter
Julio Porter (Buenos Aires, 14 de julho de 1916 — Cidade do México, 24 de outubro de 1979) foi um ator, diretor e roteirista argentino.

## Filmografia

### Como roteirista
1. Safo (2003)
2. María Belén (2001) TV
3. Rocky Carambola (1981)
4. Ritmo, amor y primavera (1981)
5. Mírame con ojos pornográficos (1980)
6. La criada maravilla (1979)
7. Penthouse de la muerte (1979) TV
8. "Parecido al amor" (1979) TV
9. Picardía mexicana (1978)
10. La comadrita (1978)
11. La mamá de la novia (1978)
12. "Un original y veinte copias " (1978) TV
13. "Una mujer " (1978) TV
14. La recogida (1974)
15. Pobre, pero honrada! (1973)
16. "Penthouse" (1973) TV
17. Tonta tonta pero no tanto (1972)
18. La pequeña señora de Pérez (1972)
19. "El edificio de enfrente " (1972) TV
20. Aquellos años locos (1971)
21. Vamos a soñar por el amor (1971)
22. Vuelo 701 (1971)
23. "La recogida " (1971) TV
24. El mundo es de los jóvenes (1970)
25. Blum (1970)
26. Prohibido (1970)
27. El extraño del pelo largo (1970)
28. Vuelo directo (1970)
29. ¡Viva la vida! (1969)
30. ¡Qué noche de casamiento! (1969)
31. Somos novios (1969)
32. Deliciosamente amoral (1969)
33. La casa de Madame Lulù (1968)
34. Coche cama alojamiento (1968)
35. La cigarra está que arde (1967)
36. Escándalo en la familia (1967)
37. ¡Esto es alegría! (1967)
38. El glotón (1967)
39. Matar es fácil (1966)
40. De profesión, sospechosos (1966)
41. Ritmo nuevo y vieja ola (1965)
42. Amor y sexo (1964)
43. Cuatro balazos (1964)
44. Dile que la quiero (1963)
45. Santo en el museo de cera (1963)
46. Aquí está tu enamorado (1963)
47. El lobo blanco (1962)
48. Locos por la música (1962)
49. Quiero morir en carnaval (1962)
50. Jóvenes y bellas (1962)
51. El cara parchada (1962)
52. Los bárbaros del norte (1962)
53. Viva Chihuahua (1961)
54. Muchachas que trabajan (1961)
55. El duende y yo (1961)
56. Ojos tapatios (1961)
57. El violetero (1960)
58. Creo en ti (1960)
59. Viva la parranda (1960)
60. Rebelde sin casa (1960)
61. Vivir del cuento (1960)
62. "Los trabajos de Marrone" (1960) TV
63. Una señora movida (1959)
64. La última lucha (1959)
65. Las locuras de Bárbara (1959)
66. Angustia de un secreto (1959)
67. El hombre que me gusta  (1958)
68. Venga a bailar el rock  (1957)
69. El primer beso  (1957)
70. Novia para dos  (1956)
71. África ríe  (1956)
72. Cubitos de hielo  (1956)
73. Marianela (1955)
74. Canario rojo  (1955)
75. Escuela de sirenas... y tiburones  (1955)
76. Concierto para una lágrima  (1955)
77. Detective  (1954)
78. La cueva de Ali-Babá  (1954)
79. Los tres mosquiteros  (1953)
80. El muerto es un vivo  (1953)
81. Las zapatillas coloradas  (1952)
82. La mano que aprieta  (1952)
83. Liceo de Señoritas  (1951)
84. El hincha (1951)
85. Cartas de amor  (1951)
86. Ritmo, sal y pimienta  (1951)
87. Una noche cualquiera  (1951)
88. Escándalo nocturno  (1951)
89. De turno con la muerte (1951)
90. Arroz con leche (1950)
91. Abuso de confianza (1950)
92. La doctora Castañuelas (1950)
93. Yo no elegí mi vida (1949)
94. Un pecado por mes (1949)
95. Un hombre solo no vale nada (1949)
96. Novio, marido y amante (1948)
97. La locura de don Juan (1948)
98. Una atrevida aventurita (1948)
99. 30 segundos de amor (1947)
100. Un beso en la nuca (1946)
101. Rigoberto (1945)
102. La pequeña señora de Pérez (1944)
103. Safo, historia de una pasión (1943)
104. Dieciséis años (1943)
105. Los chicos crecen (1942)
106. Noche de bodas (1942)
107. La novia de primavera (1942)

### Como diretor
- La carpa del amor (1979)
- El mundo es de los jóvenes (1970)
- Blum (1970)
- El extraño de pelo largo (1970)
- ¡Qué noche de casamiento! (1969)
- Deliciosamente amoral (1969)
- La casa de Madame Lulú (1968)
- Coche cama alojamiento (1968)
- Escándalo en la familia (1967)
- Locos por la música (1962)
- Aventuras de la pandilla (1959)
- La pandilla en acción (1959)
- La pandilla se divierte (1959)
- Triunfa la pandilla (1959)
- Una abuelita atómica (1958)
- Al diablo con la música (1958)
- La escuelita del relajo (1958)
- Una gira A.T.M. (1958)
- Historia de una carta (1957)
- La sombra de Safo (1957)
- Marianela (1955)
- Canario rojo (1955)
- La cigüeña dijo sí (1955)
- Concierto para una lágrima (1955)
- De turno con la muerte (1951)